# L'Abergement
L'Abergement là một đô thị thuộc huyện hành chính Orbe, bang Vaud, Thụy Sĩ.